# Urgleptes mancus
Urgleptes mancus là một loài bọ cánh cứng trong họ Cerambycidae.